# 조선노동조합전국평의회
조선노동조합전국평의회(朝鮮勞動組合全國評議會), 줄여서 전평(全評)은 군정 시대의 노동조합으로 광복 직후인 1945년 11월 5일 허성택에 의해 조직되었다. 전평은 무산계급 정권을 수립하기 위해 그 뜻이 일치하는 남조선로동당과 협력하였다.
전평의 산하에는 금속공업, 섬유, 토건, 철도, 전기, 출판, 식료, 광산, 목재, 조선업, 어업, 일반 월급생활자, 교통, 운수노조 등 16개 산업별 노조가 참여했고, 서울과 군산, 인천, 대전, 광주, 마산, 목포 등 전국 11개 도시에 지방평의회를 조직했다.
전평은 남·북한을 통합한 인민공화국 제창 및 신탁통치 찬성 운동으로 민족주의 진영으로부터 반발을 샀으며, 대한민주청년동맹에 의해 본부가 점거되기도 했으며, 1946년과 1947년에 두차례에 걸쳐 제네스트를 지령, 민족주의 노선의 노동조합인 대한노총과 전면전에 들어갔으나 패배·소멸하였다. 1948년 8월 15일 대한민국 정부는 전평을 비합법화하였다.

## 같이 보기
- 한국의 노동운동
- 대한노총
- 박헌영
- 전진한
- 남조선로동당
- 대구 10.1 사건